# Сагинбаева, Канышбек
Канышбек Сагинбаева (Сагынбаева) (7 августа 1937, Сынташ, Чуйский район — 31 декабря 2019, Бишкек) — советский киргизский передовик промышленного производства и государственный деятель, заместитель председателя Президиума Верховного Совета Киргизской ССР (1980—1985), Герой Социалистического Труда (1984).

## Биография
Родилась 7 августа 1937 года в селе Сынташ (ныне — Иссык-Атинского района Чуйской области). Окончила среднюю школу, некоторое время работала в колхозе.
В 1958 г. приехала в город Фрунзе и поступила на швейную фабрику имени 40 лет Октября. Работала в цехе по пошиву детских пальто. Со временем в совершенстве освоила все 33 операции и выполняла нормы выработки на 200 %.
В 1969 году заочно окончила техникум лёгкой промышленности. В 1982 г. назначена мастером цеха.
Член ЦК Коммунистической партии Киргизии (1976—1980); делегат XXV съезда КПСС. В 1980 году избрана на 5-летний срок заместителем Председателя Президиума Верховного Совета Киргизской ССР.
С 1992 г. на пенсии. Умерла в Бишкеке 31 декабря 2019 года; похоронена на Ала-Арчинском кладбище.

### Семья
Дочь — Сагинбаева Алина Уларбековна, генеральный директор АКИpress.

## Награды
- орден Трудового Красного Знамени (1974)
- орден Октябрьской революции (1977)
- Государственная премия Киргизской ССР в области науки и техники (1977)[источник не указан 382 дня]
- Герой Социалистического Труда (орден Ленина и медаль «Серп и Молот», 1984).